# كاليب كيلي
كاليب كيلي (بالإنجليزية: Caleb Kelly)‏ هو أمين متحف نيوزيلندي، ولد في 1972.